# Frullania loricata
Frullania loricata là một loài rêu tản trong họ Jubulaceae. Loài này được Pearson miêu tả khoa học lần đầu tiên năm 1891.